# Кристиансен, Макс
Макс Кристиансен (нем. Max Christiansen; род. 25 сентября 1996, Фленсбург, Шлезвиг-Гольштейн) — немецкий футболист, полузащитник клуба «Мюнхен 1860». Участник Олимпийских игр 2016 года в Рио-де-Жанейро.

## Клубная карьера

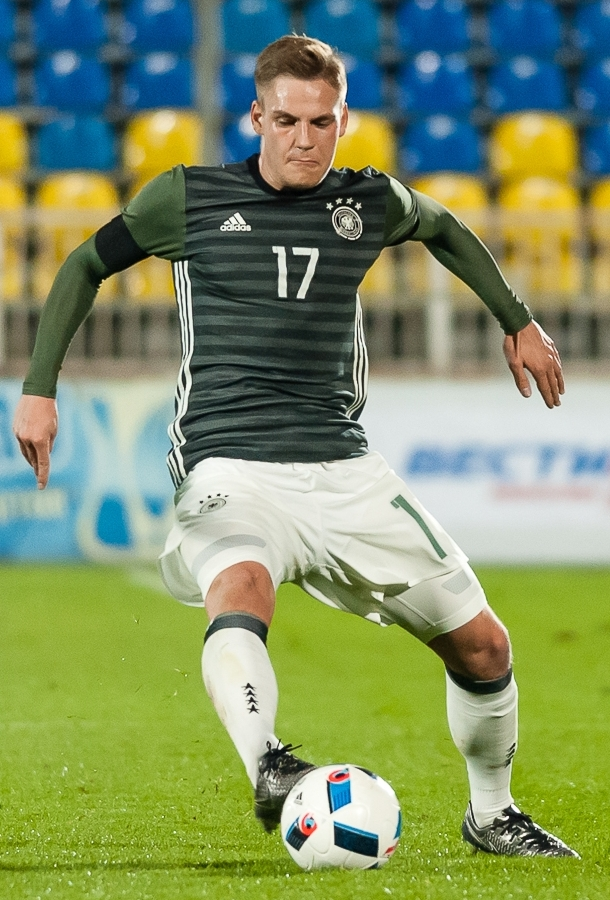
Кристиансен в составе молодёжной сборной Германии

Кристиансен начал заниматься футболом в детских командах клубов «СВ Адельби», «Фленсбург 08» и «Хольштайн». В 2011 году он перешёл в футбольную академию «Ганзы». 29 марта 2014 года в матче против «Штутгартер Кикерс» дебютировал в Третьей Бундеслиге. 3 мая в поединке против «Рот-Вайсс Эрфурт» забил свой первый гол за «Ганзу».
В начале 2015 года Кристиансен перешёл в «Ингольштадт 04». Сумма трансфера составила 250 тыс. евро. 14 февраля в матче против «Зандхаузена» он дебютировал во Второй Бундселиге, заменив во втором тайме Альфредо Моралеса. 24 мая в поединке против «Кайзерслаутерна» Кристиансен забил свой первый гол за «Ингольштадт». По итогам сезона Макс помог клубу выйти в элиту. 3 октября в матче против франкфуртского «Айнтрахта» дебютировал в Бундеслиге.
1 июля 2018 года в качестве свободного агента Макс Кристиансен переходит в клуб «Арминия».
К сезону 2021/22 перешёл в Гройтер Фюрт.

## Международная карьера
В 2015 году в составе юношеской сборной Германии Кристиансен принял участие в молодёжном чемпионате Европы в Греции. На турнире он сыграл в матче против Нидерландов, и России.
В 2016 году в составе олимпийской сборной Германии Макс стал серебряным призёром Олимпийских игр в Рио-де-Жанейро. На турнире он сыграл в матчах против команд Мексики и Фиджи.

## Достижения
Международные
 Германия (до 23)
- Олимпийские игры — 2016